# Jean-Philippe Fleurian
Jean-Philippe Fleurian (* 11. September 1965 in Paris) ist ein ehemaliger französischer Tennisspieler.

## Karriere
Fleurian wurde 1985 Tennisprofi. Im Jahr darauf erreichte er in Itaparica erstmals das Einzelfinale eines ATP-Turniers. Er unterlag dort nach Siegen unter anderem über Jaime Yzaga und Luiz Mattar im Finale Andrés Gómez. 1987 stand er im Halbfinale von Seoul und im Jahr darauf im Halbfinale der Doppelkonkurrenz von Båstad. Er erzielte in den folgenden Jahren weitere gute Resultate auf der ATP Tour, spielte aber auch auf der ATP Challenger Tour, wo er 1989 im Finale des Turniers von Ilhéus Richard Fromberg unterlag. 1991 stand er in Auckland zum zweiten und letzten Mal in einem ATP-Einzelfinale, dort unterlag er Karel Nováček. 1994 erreichte er an der Seite von Jakob Hlasek erstmals ein Doppelfinale. Nach einer weiteren Finalteilnahme in Marseille 1995 konnte er im darauf folgenden Jahr dort mit Guillaume Raoux seinen einzigen Turniersieg auf der ATP World Tour feiern. Auf der Challenger-Tour gelangen ihm mehrere Titelgewinne, unter anderem im Einzel in São Paulo und im Doppel in Brasília. Seine höchsten Notierungen in der ATP-Weltrangliste erreichte er 1990 mit Position 37 im Einzel und Position 55 im Doppel.
Sein bestes Einzelergebnis bei einem Grand-Slam-Turnier war das Erreichen des Achtelfinales der Australian Open im Jahr 1996. Sein bestes Abschneiden in der Doppelkonkurrenz waren Viertelfinalteilnahmen bei den Australian Open und in Wimbledon; bei den French Open stand er zweimal und bei den US Open einmal im Achtelfinale.
Fleurian spielte 1986 und 1994 für die französische Davis-Cup-Mannschaft und absolvierte dabei eine Einzel- sowie eine Doppelpartie. Bei der Viertelfinalpartie gegen Schweden kam er an der Seite von Olivier Delaître im Doppel zum Einsatz, sie unterlagen Jan Apell und Jonas Björkman jedoch klar. Er trat zudem im Hopman Cup an, wo er 1995 mit Julie Halard-Decugis gegen Boris Becker und Anke Huber gewinnen konnte.

## Erfolge
| Legende                       |
| Grand Slam                    |
| Tennis Masters Cup            |
| ATP Masters Series            |
| ATP International Series Gold |
| ATP International Series (1)  |
| ATP Challenger Tour (19)      |

### Einzel

#### Turniersiege
| Nr. | Datum              | Turnier           | Belag     | Finalgegner         | Ergebnis      |
| --- | ------------------ | ----------------- | --------- | ------------------- | ------------- |
| 1.  | 28. November 1988  | Ogbe              | Hartplatz | Nduka Odizor        | 6:3, 6:3      |
| 2.  | 5. Dezember 1988   | Okada             | Hartplatz | Nduka Odizor        | 6:3, 7:6      |
| 3.  | 12. Juli 1993      | Ostende           | Sand      | Jan Apell           | 7:6, 7:5      |
| 4.  | 16. August 1993    | Bronx             | Hartplatz | Chris Wilkinson     | 3:6, 7:5, 6:2 |
| 5.  | 13. September 1993 | Budapest          | Sand      | Sándor Noszály      | 6:4, 6:3      |
| 6.  | 11. Oktober 1993   | Ponte Vedra Beach | Hartplatz | Maurice Ruah        | 7:6, 3:6, 6:2 |
| 7.  | 24. Juli 1995      | São Paulo         | Hartplatz | Vincenzo Santopadre | 7:6, 6:3      |
| 8.  | 28. Juli 1997      | Istanbul          | Hartplatz | Mark Petchey        | 6:3, 6:1      |

### Doppel

#### Turniersiege

##### ATP Tour
| Nr. | Datum            | Turnier   | Belag         | Partner         | Finalgegner                 | Ergebnis |
| --- | ---------------- | --------- | ------------- | --------------- | --------------------------- | -------- |
| 1.  | 12. Februar 1996 | Marseille | Hartplatz (i) | Guillaume Raoux | Marius Barnard Peter Nyborg | 6:3, 6:2 |

##### Challenger Tour
| Nr. | Datum             | Turnier          | Belag     | Partner            | Finalgegner                        | Ergebnis      |
| --- | ----------------- | ---------------- | --------- | ------------------ | ---------------------------------- | ------------- |
| 1.  | 3. Oktober 1988   | Estoril          | Hartplatz | João Cunha e Silva | Ivan Kley Fernando Roese           | 7:6, 6:3      |
| 2.  | 28. November 1988 | Ogbe             | Hartplatz | Nduka Odizor       | Frank Rieker John Schmitt          | 6:4, 6:2      |
| 3.  | 5. Dezember 1988  | Okada            | Hartplatz | Nduka Odizor       | Srinivasan Vasudevan Marc Walder   | 6:3, 6:7, 6:3 |
| 4.  | 27. November 1989 | Brasília (1)     | Hartplatz | Charles Beckman    | Javier Frana Gustavo Luza          | 4:6, 6:3, 6:0 |
| 5.  | 15. Juli 1991     | Campos do Jordão | Hartplatz | Yahiya Doumbia     | Nelson Aerts Danilo Marcelino      | 6:3, 6:3      |
| 6.  | 1. Februar 1993   | Punta del Este   | Sand      | Mark Koevermans    | William Kyriakos Fernando Meligeni | 6:4, 6:1      |
| 7.  | 8. Februar 1993   | Mar del Plata    | Sand      | Mark Koevermans    | Andrei Merinow Laurence Tieleman   | 6:3, 6:3      |
| 8.  | 2. August 1993    | Istanbul (1)     | Hartplatz | Roger Smith        | Miles Maclagan Dinu Pescariu       | 7:6, 6:3      |
| 9.  | 2. Mai 1994       | Ljubljana        | Sand      | Olivier Delaître   | Kenneth Carlsen Mikael Tillström   | 6:1, 4:6, 6:1 |
| 10. | 31. Juli 1995     | Brasília (2)     | Hartplatz | Nicolás Pereira    | Noam Behr Lior Mor                 | 7:6, 6:2      |
| 11. | 28. Juli 1997     | Istanbul (2)     | Hartplatz | João Cunha e Silva | Chris Haggard Mark Petchey         | kampflos      |

#### Finalteilnahmen
| Nr. | Datum              | Turnier   | Belag     | Partner          | Finalgegner                  | Ergebnis |
| --- | ------------------ | --------- | --------- | ---------------- | ---------------------------- | -------- |
| 1.  | 25. April 1994     | Madrid    | Sand      | Jakob Hlasek     | Rikard Bergh Menno Oosting   | 3:6, 4:6 |
| 2.  | 6. Februar 1995    | Marseille | Teppich   | Rodolphe Gilbert | David Adams Andrei Olchowski | 1:6, 4:6 |
| 3.  | 22. September 1997 | Toulouse  | Hartplatz | Maks Mirny       | Jacco Eltingh Paul Haarhuis  | 3:6, 6:7 |